# Adolf Glunz
Adolf Glunz, nemški častnik, vojaški pilot in letalski as, * 11. junij 1916, Bresegard, † 1. avgust, 2002, Lüdenscheid. 

## Življenjepis
Adolf Addi Glunz se je Luftwaffe pridružil 1. septembra 1939. Po opravljenem usposabljanju za pilota lovskih letal je bil 9. novembra 1940 dodeljen k 4./JG 52. Svojo prvo zračno zmago je dosegel 7. maja 1941 nad britanskim lovcem Supermarine Spitfire. Drugo zmago je dosegel 19. maja, nato pa je bil s svojo enoto ob začetku operacije Barbarossa premeščen na vzhodno fronto, kjer je dosegel tri zračne zmage in se tako vpisal med letalske ase ter uradno uničil tudi dva tanka. 
Na zahod se je vrnil 8. julija 1941, ko je bil premeščen k 4./JG 26, tam pa je kmalu postal eden najuspešnejših nemških letalskih asov na zahodni fronti. Šesto zračno zmago je dosegel nad britanskim Spitfirom 27. avgusta, do konca leta 1942 pa je sestrelil že 23 sovražnih letal. 28. marca je sodeloval pri napadu na britanske lahke dvomotorne bombnike De Havilland Mosquito v bližini francoskega mesta Vitry in v eni minuti sestrelil dva napadalca. Svojo trideseto zračno zmago je dosegel 3. aprila 1942. Petega aprila je sestrelil svoj prvi sovražni težki štirimotorni bombnik, 29. avgusta 1943 pa je postal edini podčastnik v JG 26, ki je bil odlikovan z viteškim križem. Svojo petdeseto zračno zmago je dosegel 31. decembra 1943. 15. januarja 1944 je postal Staffelkapitän 5./JG 26, 22. februarja 1944 pa je v enem dnevu sestrelil šest sovražnih letal in tako povišal število zmag na 59. 3. marca 1944 je postal Staffelkapitän 6./JG 26, na tem položaju pa je ostal do 18. marca 1945. V začetku aprila 1944 je dobil častniški čin poročnika. 
Nad zahodno fronto je 10. junija sestrelil tri ameriške lovce Republican P-47 Thunderbolt (62–64 zmaga) in bil za zasluge v boju 24. junija 1944 odlikovan s hrastovimi listi k viteškemu križu (Nr 508). 24. decembra 1944 je Glunz sestrelil še dva ameriška Thunderbolta za zmagi od 69–70. Svojo zadnjo, 71. zračno zmago je dosegel 1. januarja 1945, ko je sestrelil britanskega lovca Spitfire. 
18. marca 1945 je bil premeščen k III./EJG 2, kjer se je začel šolati za letenje z reaktivnimi lovci Messerschmitt Me 262. Po uspešnem šolanju je bil dodeljen v JG 7, kjer je ostal do konca vojne. 
Addi Glunz je na 574 bojnih nalogah dosegel skupno 71 potrjenih in 10 nepotrjenih zračnih zmag, sam pa ni bil nikoli sestreljen. Edino poškodbo v vojni je dobil aprila 1942, ko so ga v zavezniškem bombnem napadu na Abbeville zadeli drobci stekla. Nad vzhodnim bojiščem je dosegel tri zračne zmage.

## Odlikovanja
- Železni križec 2. razreda (26. maj 1941)
- Železni križec 1. razreda (8. junij 1941)
- Ehrenpokal 4. julij 1942
- Nemški križ v zlatu (15. oktober 1942)
- Viteški križ železnega križca (29. avgust 1943)
  - hrastovi listi k viteškemu križu (24. junij 1944)